# Сокіл (електродепо)
55°48′43″ пн. ш. 37°30′50″ сх. д. / 55.81194° пн. ш. 37.51389° сх. д.
Електродепо «Сокіл» (ТЧ -2) — моторвагонне депо, що обслуговує Замоскворіцьку лінію Московського метрополітену. Має гейт із залізничною станцією «Підмосковна».

### Лінії, що обслуговуються
| Лінія                      | Роки                                   |
| -------------------------- | -------------------------------------- |
| Замоскворіцька лінія       | з 1938 (до 1969 — єдине депо на лінії) |
| Арбатсько-Покровська лінія | 1939 — 1941, 1942–1950                 |
| Кільцева лінія             | 1950 — 1954                            |

## Рухомий склад
| Тип вагонів      | Роки      |
| ---------------- | --------- |
| А                | 1938–1951 |
| Б                | 1938–1950 |
| Г                | 1947–1965 |
| Е                | 1963–1987 |
| Ем-508, Ем-509   | 1970–1988 |
| Еж3, Ем-508Т     | 1977–1982 |
| 81-717/714       | з 1979    |
| 81-717.5/714.5   | з 1987    |
| 81-717РУ2/714РУ2 | з 2006    |
| 81-717.5М/714.5М | з 2019    |

## Ресурси Інтернету
- Офіційний сайт Московського метрополітену. Архів оригіналу за 14 грудня 2013. Процитовано 7 грудня 2013. (рос.)
- Сайт «Метровагоны». Процитовано 7 грудня 2013.(рос.)
- Фотографії з депо Сокіл
- Вид на депо (Wikimapia)
- Вид на депо Сокіл з космосу (Google maps)